# Вагонобудівник (Кременчук)
Футбольний клуб «Вагонобудівник» — український футбольний клуб з міста Кременчука Полтавської області. Заснований в 1949 році під назвою «Дзержинець»

## Істория назви
- 1949 — 1954 — «Дзержинець»
- 1954 — 1967 — «Авангард»
- 1967 — 2010 — «Вагонобудівник»
- 2010 — 2013 — «КВБЗ»
- 2013 — 2015 — «Вагонобудівник»
- 2015 — наш час — «КВБЗ»

## Істория
Перші спогади про футбольний колектив при Крюківському вагонобудівному заводі датовані 1934 року, але офіційний статус клуб отримав у 1949 році під потранажем всесоюзної спільноти «Дзержинець». У 1951 році був остаточно добудований стадіон, котрий отримав назву «Вагонобудівник».
Футбольний колектив одразу став одним із лідерів міського та обласного чемпіонатів. У період 1961—1965 років були одноосібним переможцем Кубку області. В 1955 та 1965 роках «Авангард» становився кращою командою області. В кінці 1960-х років «Авангард» перейменували у «Вагонобудівник». Під новою назвою клуб став чемпіоном області 1970 року, а у 1972 році програв у фіналі кубку полтавському «Супутнику».
У часи незалежної України до «Вагонобудівника» прийшли нові перемоги. Кубок області 1994 року, фінал 1992 року. Вдало клуб виступав й у чемпіонаті Аматорської ліги України: 1993 — 3-е місце в групі, 1994 року — 2-е.
Успіх 1994 року дозволив команді випробувати свої сили серед професійних команд. Сезон 1994/95 року «Вагонобудівник» провів у тогочасній третій лізі чемпіонату України, де зайняв 14-е місце. На цьому професійні виступи команди закінчились. В наступному сезоні команда виступала у любительських лігах. Останнім успіхом команди став вихід до фіналу обласного кубка у 1996 році, однак на матч проти «Локомотива» з Гребінки команда не з'явилась.
В 2010 році під назвою «КВБЗ» команда під керівництвом Миколи Белова виграла бронзу чемпіонату міста Кременчука. Наступні два сезони команда йшла внизу турнірної таблиці.
В квітні 2013 команда повернула собі назву «Вагонобудівник» та почала виступати в вищій лізі чемпіонату Кременчука. Протягом всього турніру йшла в лідерах та поступилася лише у «Золотому матчі» команді «Нафтовик» та фінішувала другою. В тому ж році команда почала брати участь у чемпіонаті Кременчуцького району, де перемагали два роки поспіль 2013—2014 роках. В 2014 році команда стала переможцем кубку Кременчуцького району у фіналі якого перемогли з рахунком 2:1 футбольний колектив «Потоки» з села Потоки та Дмитрівка.
В 2015 році команда припинила свої виступи у чемпіонаті Кременчука та Кременчуцького району по футболу через брак фінансування.
З 2015 року виступає в чемпіонаті міста Кременчука по футзалу під назвою «КВБЗ».

## Досягнення
- Чемпіони Полтавської області — 1948, 1952, 1955, 1965, 1970.
- Переможець кубок Полтавської області — 1961, 1962, 1963, 1964, 1965, 1967, 1994.
- Чемпіони Кременчуга — 1947, 1952, 1953, 1963, 1965, 1971, 1980, 1991, 1992, 1993.
- Переможець кубка Кременчуга —  1946, 1947, 1948, 1950, 1953, 1956, 1959, 1961, 1962, 1963, 1964, 1965, 1966, 1967, 1968,1969,1970, 1971, 1991, 1993, 1994.
- Чемпіони Кременчуцького району — 2013[6], 2014[7].
- Переможець кубка Кременчуцького району — 2014.[8]

## Всі сезони в незалежній Україні
| Сезон   | Чемпіонат | Чемпіонат | Чемпіонат | Чемпіонат | Чемпіонат | Чемпіонат | Чемпіонат | Чемпіонат | Кубок        | Кубок | Кубок | Кубок | Кубок | Кубок | Кубок | Примітка                                             |
| Сезон   | Ліга      | Місце     | І         | В         | Н         | П         | М         | О         | Етап         | І     | В     | Н     | П     | М     | О     | Примітка                                             |
| ------- | --------- | --------- | --------- | --------- | --------- | --------- | --------- | --------- | ------------ | ----- | ----- | ----- | ----- | ----- | ----- | ---------------------------------------------------- |
| 1994/95 | Третя     | 14 з 22   | 42        | 14        | 9         | 19        | 38−54     | 51        | 1/128 фіналу | 1     | 0     | 0     | 1     | 0−1   | 0     | Знявся з чемпіонату перед початком наступного сезону |
| 1995/96 | —         | —         | —         | —         | —         | —         | —         | —         | 1/64 фіналу  | 0     | 0     | 0     | 0     | 0−0   | 0     | Відмова від участі у розіграші                       |
| Всього  | Третя     | 1 сезон   | 42        | 14        | 9         | 19        | 38−54     | 51        | >1 сезон     | 1     | 0     | 0     | 1     | 0−1   | 0     |                                                      |